# San Genesio Atesino
San Genesio Atesino (tiếng Đức: Jenesien) là một đô thị ở tỉnh Nam Tirol trong vùng Trentino-Nam Tirol của Ý, có vị trí cách khoảng 50 km về phía đông bắc của thành phố Trento và khoảng 4 km về phía tây bắc của thành phố Bolzano (Bozen). Tại thời điểm ngày 31 tháng 12 năm 2004, đô thị này có dân số 2.828 người và diện tích là 69 km².
San Genesio Atesino có các frazioni (các đơn vị cấp dưới, chủ yếu là các làng) Avigna, Cologna, Montoppio, và Valas.
San Genesio Atesino giáp các đô thị: Bolzano, Meltina, Renon, Sarentino và Terlano.